# 陳聯芳
陳聯芳（1528年—1604年），字以成，號青田，福建福州府長樂縣人，閩縣民籍，明朝政治人物。

## 生平
嘉靖三十一年（1552年）壬子科福建鄉試第六名舉人。嘉靖三十五年（1556年）中式丙辰科三甲第十三名進士。户部观政，授浙江金華府推官，三十八年九月考選廣西道試監察御史，三十九年三月實授，巡按宣大。四十二年復除河南道御史，四十三年巡按广东，监臨甲子科广东乡试。隆慶元年（1567年）七月监顺天府乡试，三年正月升太仆寺少卿，六年告归。万历五年（1577年）闰八月復除原职，六年二月升南京光禄寺卿，八年二月升南京太常寺卿，九年二月以考察致仕。三十三年二月賜祭葬。

## 家族
曾祖陳珏；祖父陳廷用；嗣父陳鳳岐，贈御史；嗣母林氏，封太孺人；生父陳芹，封御史；生母林氏，封太孺人。兄陳桂芳。